# فرناندو يامادا
فرناندو يامادا (بالبرتغالية: Fernando Yamada‏) (17 فبراير 1979 بريبيراو بيريس في البرازيل - ) هو لاعب كرة قدم برازيلي في مركز حراسة المرمى. شارك مع منتخب البرازيل تحت 17 سنة لكرة القدم. أما مع النوادي، فقد لعب مع أتلتيكو براغانتينو وبورتوغيزا سانتيستا ونادي أيه بي سي ونادي كورينثيانز ونادي أوداكس ريو وGrêmio Esportivo Sãocarlense ‏ والنادي الرياضي المركزي وGuaratinguetá Futebol ‏ ونادي نوروستي الرياضي وأداب غالو مارينجا ‏ ونادي أنابولينا ونادي ساو بينتو الرياضي وEsporte Clube Taubaté ‏ وGrêmio Esportivo Osasco ‏.

## وصلات خارجية
- فرناندو يامادا على موقع قاعدة بيانات كرة القدم.إي يو (الإنجليزية)